# Outsider (album, Uriah Heep)
Outsider je 24. studiové album britské rockové skupiny Uriah Heep, vydané v Evropě v roce 2014 vydavatelstvím Frontiers Records. Producentem alba byl Mike Paxman a je prvním albem s novým baskytaristou Dave Rimmerem. Obal vytvořil Igor Morski.

## Seznam skladeb
Všechny skladby napsali Mick Box a Phil Lanzon, pokud není uvedeno jinak.
| Pořadí | Název                                                   | Autor                              | Délka |
| ------ | ------------------------------------------------------- | ---------------------------------- | ----- |
| 1.     | Speed of Sound                                          |                                    | 4:56  |
| 2.     | One Minute                                              |                                    | 4:54  |
| 3.     | The Law                                                 |                                    | 5:24  |
| 4.     | The Outsider                                            | Mick Box, Phil Lanzon, P.C. Lanzon | 3:22  |
| 5.     | Rock the Foundation                                     |                                    | 4:07  |
| 6.     | Is Anybody Gonna Help Me?                               |                                    | 5:07  |
| 7.     | Looking at You                                          |                                    | 3:36  |
| 8.     | Can't Take That Away                                    |                                    | 4:55  |
| 9.     | Jessie                                                  |                                    | 3:59  |
| 10.    | Kiss the Rainbow                                        |                                    | 5:12  |
| 11.    | Say Goodbye                                             |                                    | 3:34  |
| 12.    | One Minute (60 Seconds) (bonus na japonské verzi alba)  |                                    |       |
| 13.    | Between Two Worlds (bonus na japonské verzi alba -live) |                                    |       |

## Obsazení
- Mick Box – kytary, vokály
- Phil Lanzon – klávesy, vokály
- Bernie Shaw – sólový zpěv
- Russell Gilbrook – bicí, vokály
- Dave Rimmer – baskytara, vokály